# 許世昌 (福建巡撫)
許世昌（？—1666年），字中轩，正红旗汉军人，清朝政治人物。

## 生平
由京职累升至监察御史。顺治十四年（1657年），巡按江西。十六年（1659年），内升京堂。十八年（1661年）擢福建巡撫。康熙五年卒，入祀福建名宦祠。

## 家族
曾孫女：嫁鑲紅旗漢軍邊氏，知府邊鴻烈之子邊廷璧（太學生，勅贈文林郎、山東臨清州邱縣知縣）